# Maria Łyczko
Maria Zofia Łyczko ps. „Szara” (ur. 14 sierpnia 1923 w Skawinie, zm. 22 czerwca 2004 w Krakowie) – pedagog, sierżant podchorąży AK, instruktorka harcerska w stopniu harcmistrzyni, twórczyni „Nieprzetartego Szlaku”.

## Dzieciństwo
Maria Łyczko z domu Birnbaum urodziła się w Skawinie jako córka Mariana (1884–1927, inżyniera dróg wodnych) i Zofii z Kozłowskich (1890–1979).
Miała braci: Zygmunta (zm. 1999), Wacława (zm. 1989), Bronisława (podharcmistrz, zginął w 1939) i brata bliźniaka Henryka (zmarłego w niemowlęctwie). Szkołę powszechną ukończyła w Krakowie, a następnie uczyła się w Gimnazjum imienia Świętej Rodziny przy ulicy Pędzichów.

## Harcerstwo
Wstąpiła do ZHP w 1936 roku do 3 Krakowskiej Drużyny Harcerek imieniem R. Traugutta. W czasie okupacji wstąpiła do ZWZ, przyjmując pseudonim „Szara”.
Była łączniczką w zgrupowaniu „Żelbet”, przenosząc broń i amunicje na punkty kontaktowe. Po przeszkoleniu w konspiracyjnej szkole podchorążych otrzymała stopień sierżanta podchorążego. Równocześnie już w 1939 r. założyła podziemną drużynę harcerską, będącą kontynuacją jej macierzystej 3 KDH. W konspiracji ukończyła kurs drużynowych harcerskich. Jej drużyna aktywnie uczestniczyła w organizowaniu pomocy dla więźniów obozu koncentracyjnego Gross Rosen oraz działalności na rzecz sierocińca RGO przy Placu Biskupim.
Po wojnie pracowała jako wychowawczyni w przedszkolu. Zaraz po wyzwoleniu ujawniła swoją drużynę, która w ten sposób stała się jedną z pierwszych drużyn harcerskich działających po wojnie w Krakowie. W roku 1947 otrzymała stopień podharcmistrzyni. Drużynę prowadziła do 1949, będąc równocześnie przez krótki czas hufcową I Hufca Harcerek „Oleandry” i kierownikiem Wydziału Służby Dziecku Komendy Chorągwi. W październiku po reaktywowaniu ZHP powróciła do działalności w organizacji. Była zastępcą hufcowego Hufca Kraków-Zwierzyniec, a następnie zastępcą kierownika i kierownikiem Wydziału Kształcenia Komendy Krakowskiej Chorągwi ZHP. W dniu 10 września 1957 roku otrzymała stopień harcmistrzyni. Prowadziła szkolenie instruktorskie, będąc komendantką licznych kursów podharcmistrzowskich i drużynowych.

### Nieprzetarty Szlak
W 1958 w Rabce zorganizowała kurs dla nauczycieli i wychowawców z sanatoriów i prewentoriów dziecięcych. Była to wspólna inicjatywa Ministerstwa Zdrowia i Opieki Społecznej, Głównej Kwatery ZHP oraz Ministerstwa Oświaty. Celem kursu było zapoznanie uczestników z metodami pracy harcerskiej i zachęcenie pracowników tych zakładów do podjęcia tej pracy na terenie placówek. Po kursie w roku 1959 jego uczestnicy utworzyli przy GK ZHP drużynę „Nieprzetartego Szlaku”.
Początkowo od roku 1959 druhna Maria Łyczko kierowała Referatem Drużyn przy Zakładach Specjalnych w Komendzie Krakowskiej Chorągwi Harcerstwa w Krakowie, a od roku 1961, po jego powołaniu także Sztabem „Nieprzetartego Szlaku” GK ZHP z siedzibą w Krakowie. W tym też roku w kolejnym kursie wzięli udział pracownicy zakładów dla dzieci upośledzonych umysłowo, głuchych, niewidomych oraz nieprzystosowanych społecznie. Druhna Maria Łyczko uczestniczyła w III Zjeździe ZHP, na którym zabrała głos, prezentując działalność drużyn „Nieprzetartego Szlaku” i apelując o przyjmowanie do drużyn dzieci niepełnosprawnych, w latach 1964-1968 była członkiem Rady Naczelnej ZHP, a w roku 1967 otrzymała stopień harcmistrza Polski Ludowej. Sztab „NS” w roku 1972 przekształcono w Wydział Głównej Kwatery, mieszczący się dalej w Krakowie.
Działalnością „Nieprzetartego Szlaku” druhna Maria Łyczko kierowała przez 29 lat, przyczyniając się do wspaniałego rozwoju tego typu działalności harcerskiej w różnego rodzaju zakładach specjalnych. Poprowadziła 64 kursy dla instruktorów tej specjalności.
Na początku lat osiemdziesiątych, w szczytowym okresie rozwoju było w Polsce około 2,4 tysiąca takich drużyn, skupiających łącznie ponad 50 tysięcy harcerzy i zuchów, sama zaś działalność była wysoko oceniana zarówno z uwagi na znaczenie wychowawcze jak i terapeutyczne. W roku 1986, w którym wydział został przeniesiony do Warszawy, druhna Łyczko przeszła na emeryturę. W 1989 roku była gościem XVII Zjazdu ZHP, a w latach 1990–1993 pełniła funkcje wiceprzewodniczącej ZHP i ponownie członka Rady Naczelnej ZHP. W roku 1998 odbyła się Jubileuszowa Konferencja z okazji 40-lecia powstania „Nieprzetartego Szlaku”, na której była gościem honorowym. We wrześniu 2003 była owacyjnie witana w Warszawie na uroczystościach 45-lecia „Nieprzetartego Szlaku”, a w listopadzie tegoż roku z okazji 80. rocznicy urodzin otrzymała Medal „Za Zasługi dla Krakowskiej Chorągwi ZHP”.

## Odznaczenia

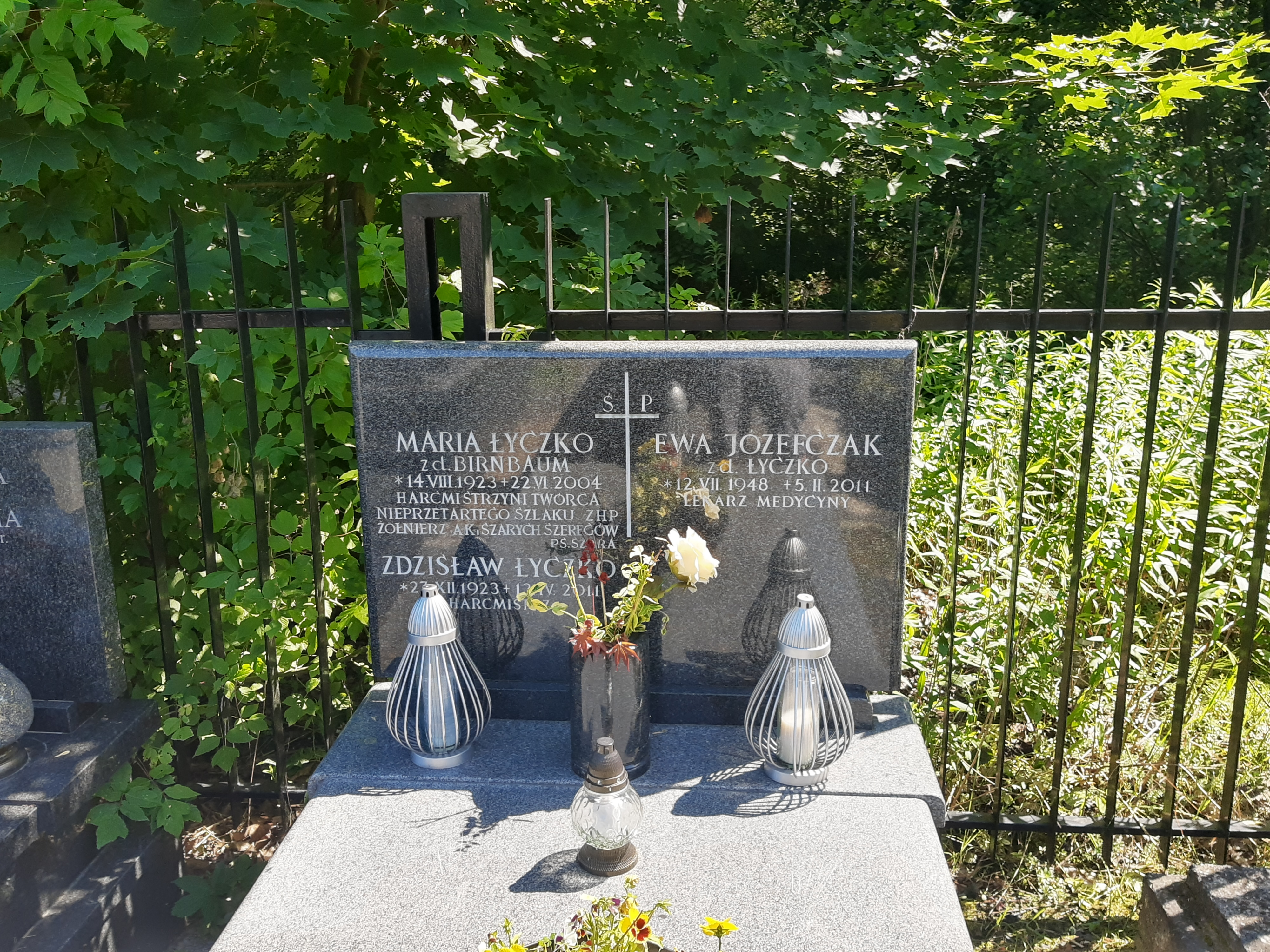
Grób Marii Łyczko na Cmentarzu Salwatorskim

Została odznaczona Krzyżem Oficerskim (1979) i Kawalerskim (1964) Orderu Odrodzenia Polski (1979), Medalem Komisji Edukacji Narodowej, Brązowym Krzyżem Zasługi z Mieczami, Medalem Wojska (1991), Krzyżem Armii Krajowej (1991), Złotym Krzyżem „Za Zasługi dla ZHP” (1981) z Rozetą-Mieczami (1987), Złotym Medalem Towarzystwa do Walki z Kalectwem (1985), Medalem „Twórca Polskiej Rehabilitacji” (1996), Odznaką „Weteran Walk o Wolność i Niepodległość Ojczyzny” (2000), Odznaką „Za wzorową pracę w służbie zdrowia” (1965). Jest także Kawalerem Orderu Uśmiechu (1971) oraz laureatem nagrody im. dr H. Dworakowskiej (1986) i tytułu „Harcerskiego Nowatora” (1984).
Zmarła 22 czerwca 2004 w Krakowie. Pochowana została na cmentarzu Salwatorskim 28 czerwca 2004 roku, kwatera I-3-11.